# Абаджян, Геворк Амбарцумович
Гево́рк Амвро́сьевич Абаджя́н (арм. Գևորգ Աբաջյան, 12 декабря 1920, Шнох (ныне Лорийская область) — 8 октября 2002, Ереван, Армения) — советский и армянский театральный и литературный критик. Заслуженный деятель искусств Армянской ССР (1972), кандидат филологических наук (1956).
Брат актёра Владимира Абаджяна.
Родился в деревне Шнох (ныне в Лорийской области). Окончил Ленинаканский педагогический институт (1941). С 1945 года актёр Ленинаканского театра, с 1957 по 1976 год работал в Государственном комитете по телевидению и радио Армении, с 1979 по 1989 год в Комитете по культурным связям с армянами за рубежом, в 1995—2000 годах в Музее-институте Геноцида армян.
Участвовал в Великой Отечественной войне.
Работы посвящены истории армянского театра и творчеству актёров Армении.

## Семья
- супруга — актриса, народная артистка СССР Вардуи Вардересян
- старший сын — Ваграм Абаджян, армянский дипломат
- сын — Сурен Абаджян, пианист[3]

## Произведения
- Իսահակ Ալիխանյան, Երևան, 1967 (арм.)
- Վահրամ Փափազյան, Երևան, 1988 (арм.)
- Թատերական ակնարկներ, Երևան, 1996 (арм.)
- Սաբրինա Գրիգորյան, Երևան, 2000, (հայերեն և անգլերեն) (арм.), (англ.)

## Награды
- Орден Отечественной войны 1 степени (6.04.1985)[4].
- Заслуженный деятель искусств Армянской ССР (1972).